# Литвак Леонід Борисович
Леонід Борисович Литвак (4 (16) квітня 1899, Тирасполь, Херсонська губернія, Російська імперія — 20 березня 1970, м. Харків, УРСР, СРСР) — український лікар-невролог, доктор медичних наук (1940), професор (1942), заслужений діяч науки УРСР (1959).

## Біографія
Леонід Литвак народився 4 (16) квітня 1899 у м. Тирасполь.
Навчався в Одеському медичному інституті, який закінчив у 1924 році. Після завершення інституту почав працювати лікарем. Став працювати у Харківському науково-дослідному інституті неврології і психіатрії у 1933 року, перериваючись на іншу діяльність.
У період з 1937 по 1941 роки працював доцентом кафедри неврології 2-го Харківського медичного інституту.
У 1940 році Леоніду Литваку був присвоєний науковий ступінь доктора медичних наук, а у 1942 році — вчене звання професора.
Упродовж 1941-1945 років очолював кафедру нервових хвороб 1-го Харківського медичного інституту (Харків — Оренбург).
У 1945-1947 роках працював завідувачем відділу неврології Харківського науково-дослідницького інституту неврології і психіатрії.
З 1947 по 1953 роки обіймав посаду завідувача Українського інституту вдосконалення лікарів у м. Харкові.
У 1953 році повернувся до Харківського науково-дослідного інституту неврології та психіатрії, де став завідувачем відділу неврології, але суміщав цю роботу із посадою заступника директора інституту з наукової роботи. На цих посадах Леонід Литвак пропрацював до кінця життя.
Помер Леонід Борисович Литвак 20 березня 1970 року в Харкові.

## Відзнаки і нагороди
- Заслужений діяч науки УРСР (1959)

## Науковий доробок
Леонід Литвак у своїй роботі досліджував локалізацію функцій, розлад чутливості, статику, моторику, лікворну дисциркуляцію та оклюзію лікворних шляхів у клініці пухлин та інфекційних захворювань головного мозку, больовий і геморагічний синдроми, невропатологію хронічного алкоголізму.